# Wiktor Baturinski
Wiktor Dawydowicz Baturinski, (ros.) Виктор Давыдович Батуринский (ur. 27 czerwca 1914 w Odessie, zm. 22 grudnia 2002 w Moskwie) – radziecki prawnik wojskowy, pracownik radzieckich organów bezpieczeństwa, pułkownik sądownictwa, zasłużony prawnik RFSRR, członek KPZR.
Oprócz tego radziecki szachista, sędzia klasy międzynarodowej (1984). Przewodniczący szachowej sekcji miastowej moskiewskiej rady związków zawodowych (1934–1935), szachowej rady CDAS (Centralny Dom Armii Radzieckiej) (1955–1957), zastępca przewodniczącego szachowej federacji ZSRR (1974–1986), dyrektor CKS (Centralny Klub Szachowy) ZSRR (1970–1981), kierownik oddziału szachowego (1971–1985) i główny trener szachowy (1981–1985) Komitetu Sportowego ZSRR (1970–1981). Kierownik radzieckich delegacji podczas dwóch meczów Anatolija Karpowa z Wiktorem Korcznojem) o mistrzostwo świata (Baguio 1978 i Merano 1981), organizator wszechzwiązkowych i międzynarodowych konkursów. Mistrz międzynarodowy w szachach korespondencyjnych.

## Życiorys
Urodził się w Odessie w zamożnej żydowskiej rodzinie. Ojciec – Dawid Galpierin, działacz lewego skrzydła partii Bund, obrawszy pseudonim „Baturinski”, przeniósł się do Moskwy i nauczał w Instytucie Czerwonej Profesury; w 1929 roku wydał książkę „Ziemielnoje ustrojenije jewriejskoj biednoty” (Земельное устроение еврейской бедноты). Wiktor Baturinski, po przeprowadzce do Moskwy, został członkiem komsomolskiej komórki przy Narodowym Komisariacie Sprawiedliwości ZSRR i – od razu po ukończeniu szkoły – instruktorem komitetu KPZR do spraw miastowych przedsiębiorstw. 
W 1934 roku, po rekomendacji Nikołaja Krylenki, rozpoczął studia na wydziale prawa Uniwersytetu Moskiewskiego. Na początku II wojny światowej pracował jako śledczy w Moskwie, a później w Smierszu.
W powojennych czasach zajmował stanowisko generała – pomocnika prokuratora generalnego ZSRR, jednak stopnia generała nigdy nie otrzymał. W latach 1962–1963 był uczestnikiem śledztwa i procesu karnego w sprawie szpiega Olega Pieńkowskiego, o którym napisał drobne wspomnienia, opublikowane w gazecie „Prawda”. Pisał również przemówienia dla wszystkich pięciu prokuratorów, z którymi pracował. Zrezygnował z pracy w 1970 roku.
Początki kariery szachowej Baturinskiego to uczestnictwo w mistrzostwach Moskwy (1938, 1946), półfinale mistrzostw ZSRR (1945) oraz międzynarodowych zawodach w grze korespondencyjnej. Odniósł zwycięstwa w partiach z Igorem Bondariewskim, Wasilijem Smysłowem, Tigranem Petrosjanem, Aleksiejem Sokolskim, Lwem Aroninem i Władimirem Liberzonem. Zdaniem arcymistrza Giennadija Sosonki, Baturinski wyróżniał się jako silny, rozumiejący szachową grę zawodnik. Pomimo obowiązków zawodowych, przez które Wiktor Baturinski nie mógł osiągnąć tytułu mistrza, pod koniec życia odniósł sukcesy, dzięki którym w 1994 roku Międzynarodowa Federacja Szachowej Gry Korespondencyjnej przyznała mu tytuł mistrza międzynarodowego.
Jako działacz szachowy wyróżniał się grubiaństwem i żołnierskim poczuciem humoru, często używał niecenzuralnych słów. Do wszystkich podopiecznych szachistów, poza elitarnymi arcymistrzami, zwracał się per „ty”, a oni niezmiennie odpowiadali mu grzecznościowym „pan”. Sztywno bronił interesów ZSRR i radzieckich szachistów na arenie międzynarodowej. Szczególnie, będąc kierownikiem delegacji podczas znanych z różnych skandali meczów o mistrzostwo świata pomiędzy Anatolijem Karpowem i Wiktorem Korcznojem. Baturinski, zdaniem niektórych specjalistów, okazał zasadniczość i nieustępliwość doświadczonego prawnika, co w pewnym stopniu przyczyniło się do zwycięstw Karpowa.
Baturinski był również szachowym literatem i kolekcjonerem. Posiadał unikatową bibliotekę szachową (ponad 7 tysięcy ksiąg), zebraną jeszcze przed wojną przez leningradzkiego szachistę Samuiła Wajnsztejna, którą sprzedał swojemu najbliższemu przyjacielowi i podopiecznemu, wielokrotnemu mistrzowi świata, Anatolijowi Karpowowi. Według innych informacji, Karpow otrzymał bibliotekę już po śmierci Baturinskiego (zgodnie z testamentem), co wyklucza wersję o sprzedaży biblioteki.
Za działalność w dziedzinie szachów, nagrodzony został orderem „Przyjaźni Narodów” (1981).
Był dwukrotnie żonaty, z pierwszego małżeństwa miał córkę.

Koledzy Baturinskiego mówią o nim jako o człowieku surowym ale sprawiedliwym, porywczym ale nieskłonnym do zemsty, twardym i zasadniczym, i lekkim w codziennym życiu w kontaktach z bliskimi.

Zmarł 22 grudnia 2002 roku w Moskwie, w wieku 89 lat, w swoim mieszkaniu przy stacji metro „Jugo-Zapadnaja”.

## Odznaczenia
- Order Przyjaźni Narodów (1981)
- Order Wojny Ojczyźnianej II stopnia (1985)

## Wybrane publikacje
- Гроссмейстер Флор, ФиС, 1985
- Страницы шахматной жизни, Физкультура и спорт, 1990